# Freiburger Rieselfeld
Das Freiburger Rieselfeld ist ein Naturschutzgebiet und ehemaliges Rieselfeld der Stadt Freiburg im Breisgau in Baden-Württemberg. Es ist zugleich Namensgeber des ab 1993 entstandenen Stadtteils Rieselfeld.
Im Schutzgebiet finden sich landschaftlich ansprechende und charakteristische Strukturen des ehemaligen Rieselfeldes als wesentliche Bestandteile einer historischen Kulturlandschaft mit naturnahen Feuchtwäldern im Randbereich. Es ist ein Lebensraum für eine Vielzahl seltener und zum Teil gefährdeter Tier- und Pflanzenarten.

## Geographie
Das Naturschutzgebiet liegt auf dem Gebiet der Stadt Freiburg im Breisgau im Naturraum Freiburger Bucht in Baden-Württemberg, auf den Gemarkungen Rieselfeld, Mundenhof, Opfingen und Waltershofen. Es ist begrenzt im Westen von der Bundesautobahn A 5, im Norden verläuft die Grenze durch den Stadtteil Mundenhof mit einem angrenzenden Tiergehege, im Osten durch den Stadtteil Rieselfeld und im Süden wird es von der nach Opfingen führenden Kreisstraße K 9853 begrenzt. Der größte Anteil umfasst ein ehemaliges Rieselfeld, ergänzt wird es durch südlich und westlich angrenzende Waldgebiete des Freiburger Mooswaldes.

## Steckbrief
Das Gebiet wurde per Verordnung am 6. Dezember 1995 als Naturschutzgebiet ausgewiesen und wird unter der Schutzgebietsnummer 3.212 beim Regierungspräsidium Freiburg geführt. Es hat eine Fläche von rund 257 Hektar und ist in die IUCN-Kategorie IV, ein Biotop- und Artenschutzgebiet, eingeordnet. Die WDPA-ID lautet 163146 und entspricht dem europäischen CDDA-Code und der EUNIS-Nr.
Der wesentliche Schutzzweck
„ist
- die Erhaltung der landschaftlich reizvollen und charakteristischen Strukturen des ehemaligen Freiburger Rieselfeldes als wesentliche Bestandteile einer historischen Kulturlandschaft und Lebensraum einer typischen Gemeinschaft von Tier- und Pflanzenarten;
- die Erhaltung der naturnahen Feuchtwälder des Gebietes als Lebensraum einiger seltener und gefährdeter Tier- und Pflanzenarten;
- die Erhaltung der Populationen einer Vielzahl zum Teil seltener und gefährdeter Tier- und Pflanzenarten sowie
- die Weiterentwicklung des Gesamtgebietes im Hinblick auf die Optimierung des Lebensraumes sowohl für Offenlandarten (Rieselfeld) als auch für Arten der Feuchtwälder.“

## Geschichte

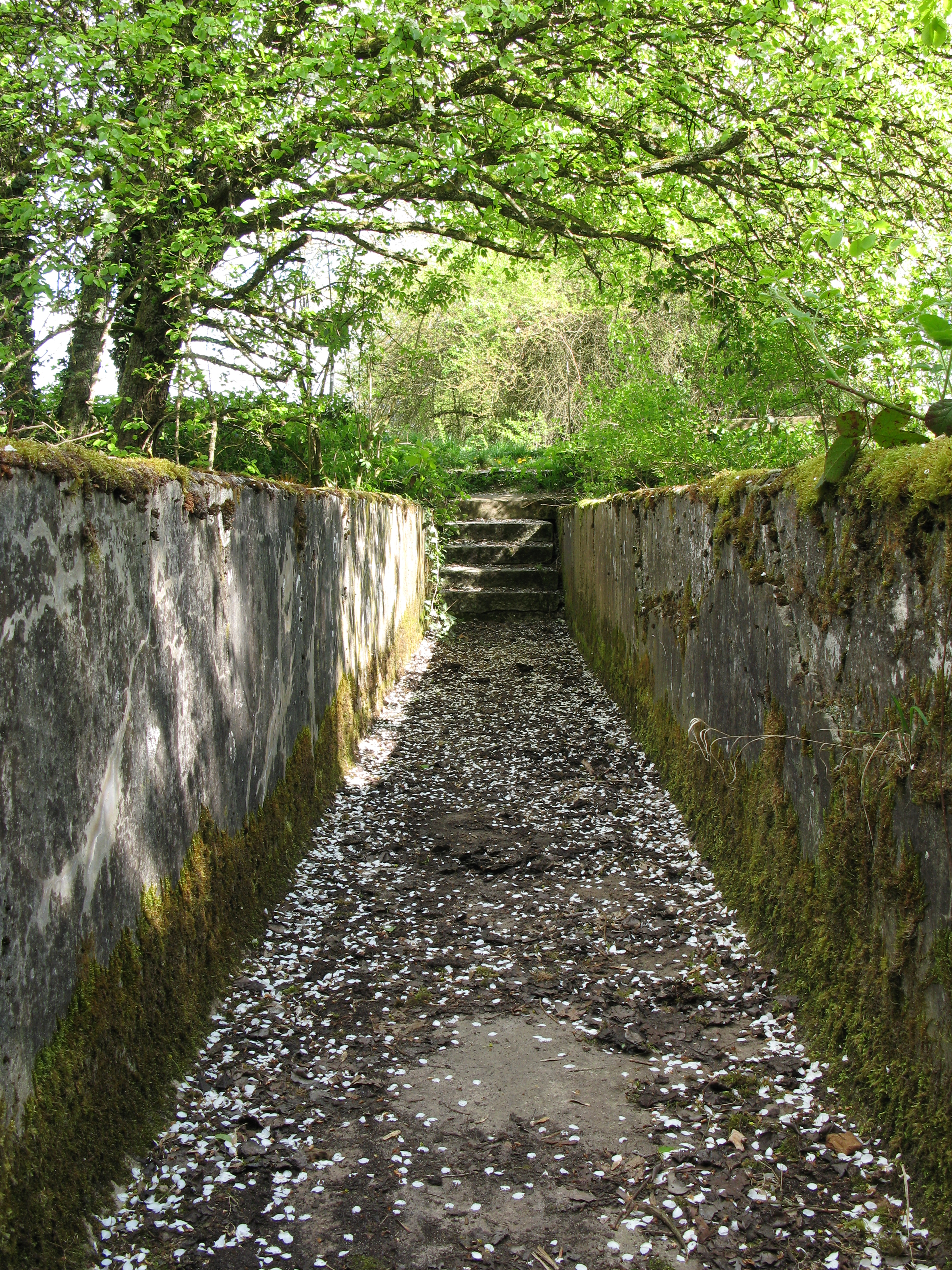
Ehemaliger Bewässerungsgraben

Die Stadtentwicklung Freiburgs im 19. Jahrhundert und die daraus resultierende stetige Zunahme der Abwassermengen war der Anlass zur Einrichtung einer Anlage zur Verrieselung zur Reinigung von Abwässern. Dieses Rieselfeld wurde auf dem 1889 von der Stadt Freiburg erworbenen Areal des Mundenhofs eingerichtet und 1891 in Betrieb genommen. Dabei wurde die Fläche in 25 unterschiedlich große Gewanne und darin zahlreiche Abteilungen unterteilt, ein Wegenetz von 20 Kilometern entstand. Die Abwasser wurden über Gräben und Stellfallen zu den jeweils rund ein Hektar großen Acker- und Grünlandparzellen geleitet und dort aufgestaut, dabei wurden die Dämme mit den abgelagerten Schlämmen aus den Gräben aufgeschüttet. Das über Tondrainagen abgeleitete und gereinigte Wasser wurde in Entwässerungsgräben gesammelt und später in die Dreisam geleitet. Die gut gedüngten Rieselflächen wurden landwirtschaftlich genutzt, auf den Dämmen standen 4000 Apfelbäume. Die Anlage funktionierte bis in die 1960er Jahre einwandfrei. Auf Grund der zunehmenden Gewässerbelastung durch Schadstoffe und der gesteigerten Abwassermenge der wachsenden Freiburger Bevölkerung musste ein neues Konzept der Abwasserbehandlung entwickelt werden. Eine Großkläranlage in Forchheim übernahm Anfang der 1980er Jahre ein Großteil die Abwasserreinigung. 1985 wurde die Anlage zur Verrieselung eingestellt. Der Gemeinderat beschloss 1991 eine Ausweisung von 78 Hektar der östlich gelegenen Fläche als Bauland, der Stadtteil Rieselfeld konnte entstehen. Zum Ausgleich wurden zahlreiche ökologische Maßnahmen getroffen, wie z. B. eine Rückbauung von Teilen des Wegenetzes. 1995 wurde die verbliebene Fläche und angrenzende Waldgebiete als das zweihundertste Naturschutzgebiet im Regierungsbezirk ausgewiesen. Bis heute sind die Relikte der Gräben zur Wasserzufuhr und Wasserabfuhr, Stellfallen und die Dämme der ehemaligen Anlage größtenteils erhalten geblieben.

## Böden
Während der Eis- und Zwischeneiszeiten transportierte die Dreisam als Gebirgsfluss in ihrem großen Schwemmfächer grobe Schotter- und Geröllmassen aus dem Schwarzwald in die Oberrheinebene. Der Bereich des früheren Rieselfelds findet somit ihren Untergrund aus unterschiedlichen Strukturen, bestehend aus Kies, Sand und Lehm. Die Feuchtwälder liegen in einer zum Teil versumpften Schwemmebene des Mooswaldes.

## Flora und Fauna

### Flora

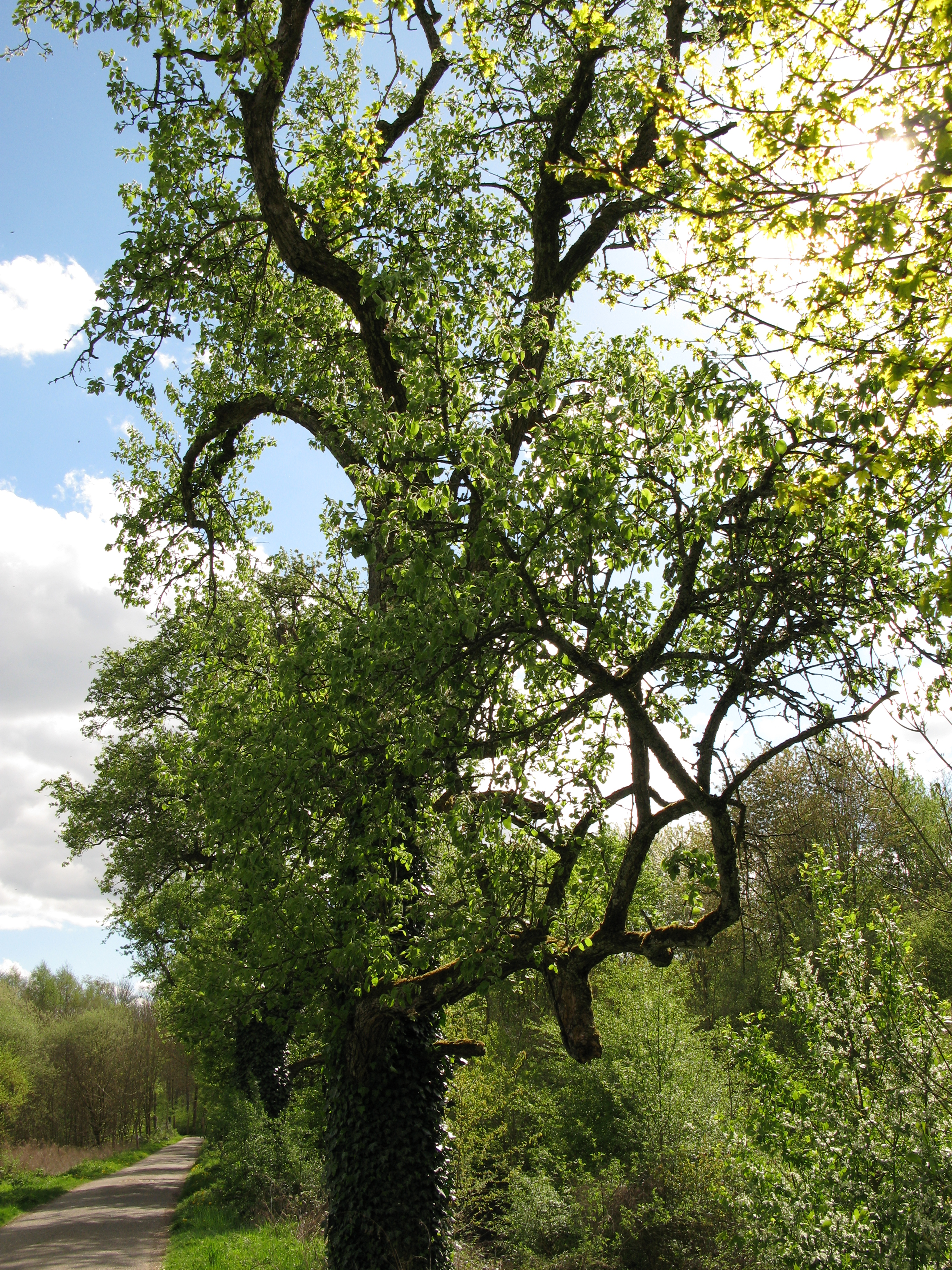
Feldweg entlang eines Entwässerungsgrabens

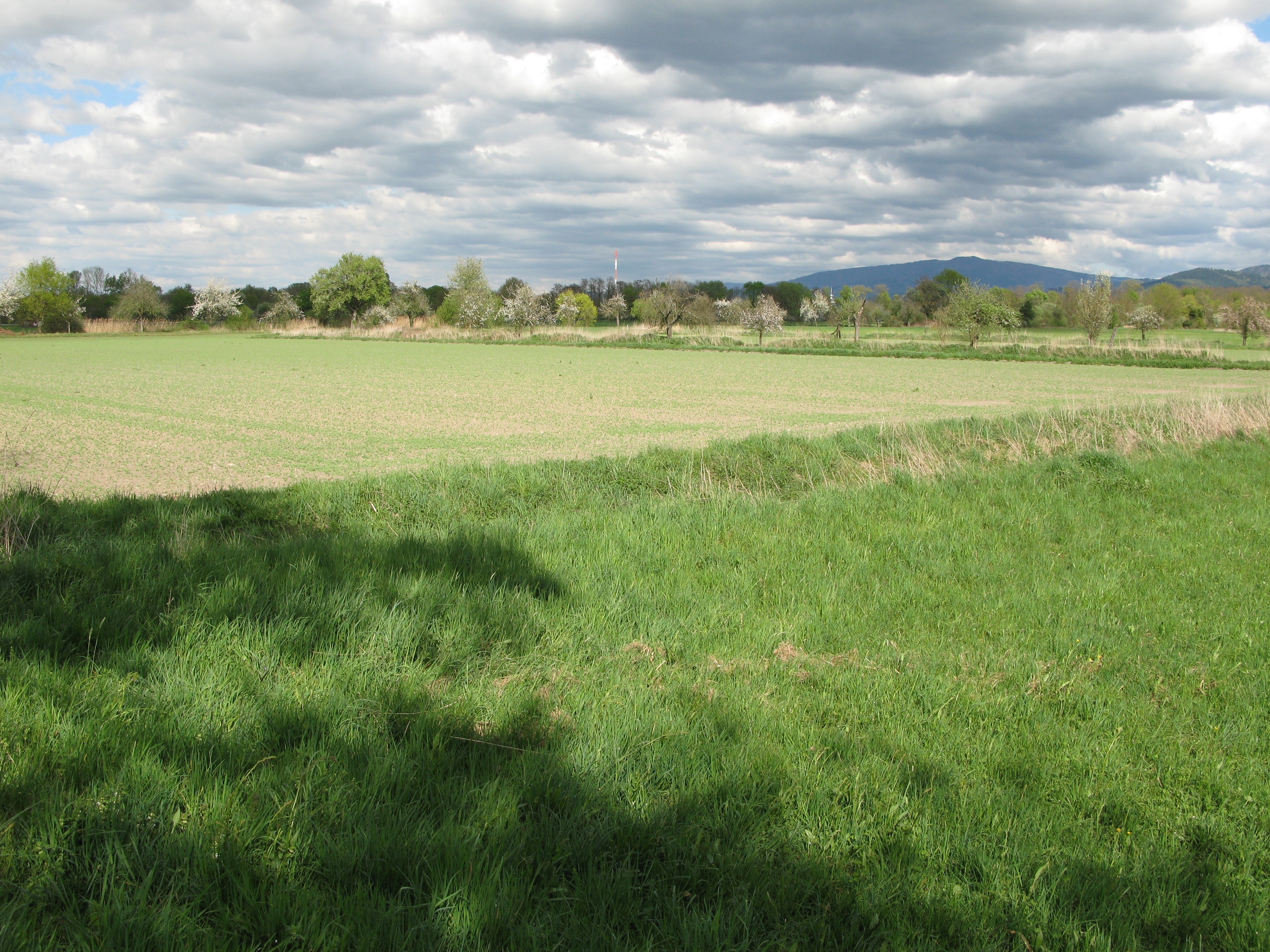
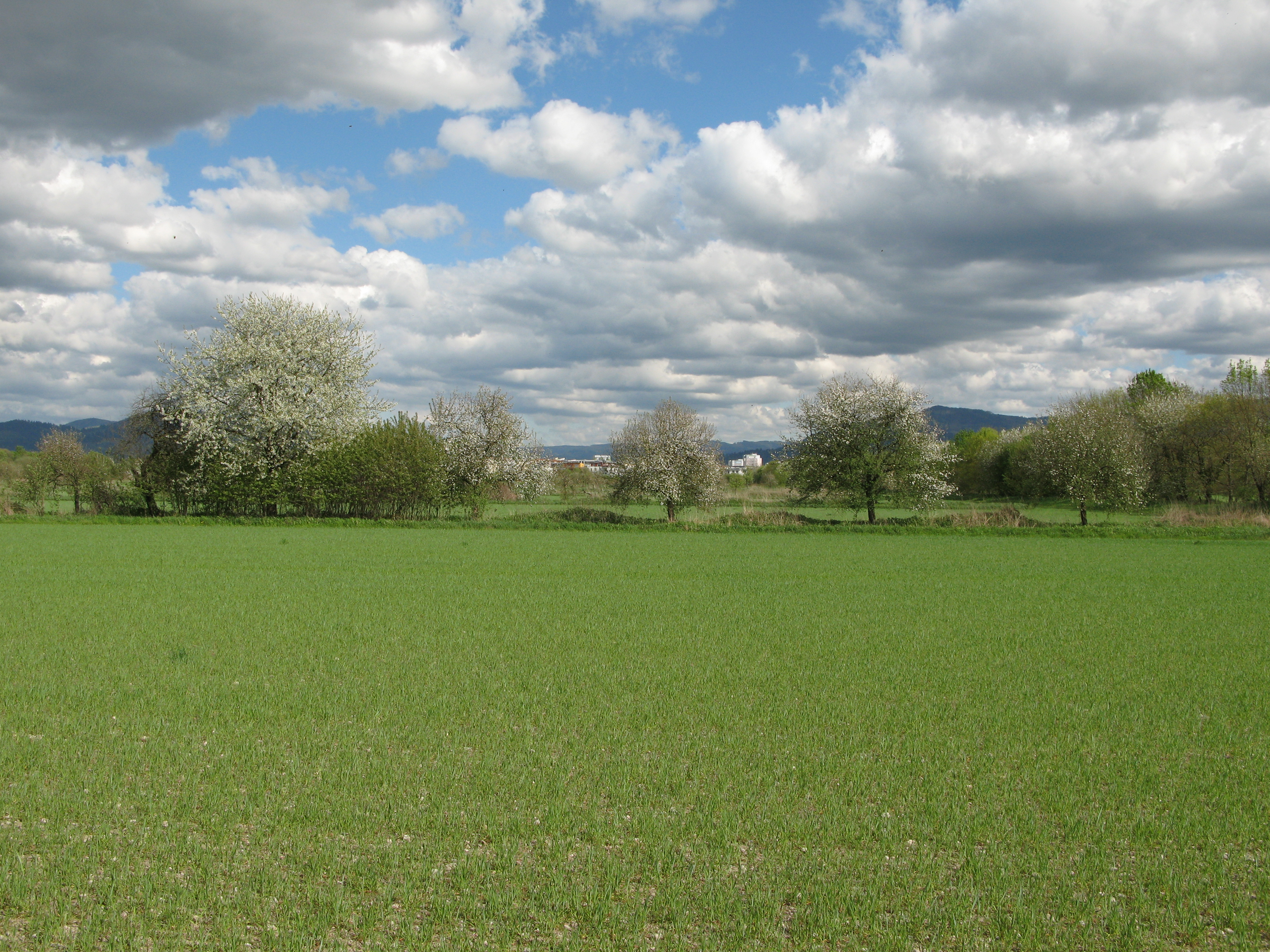
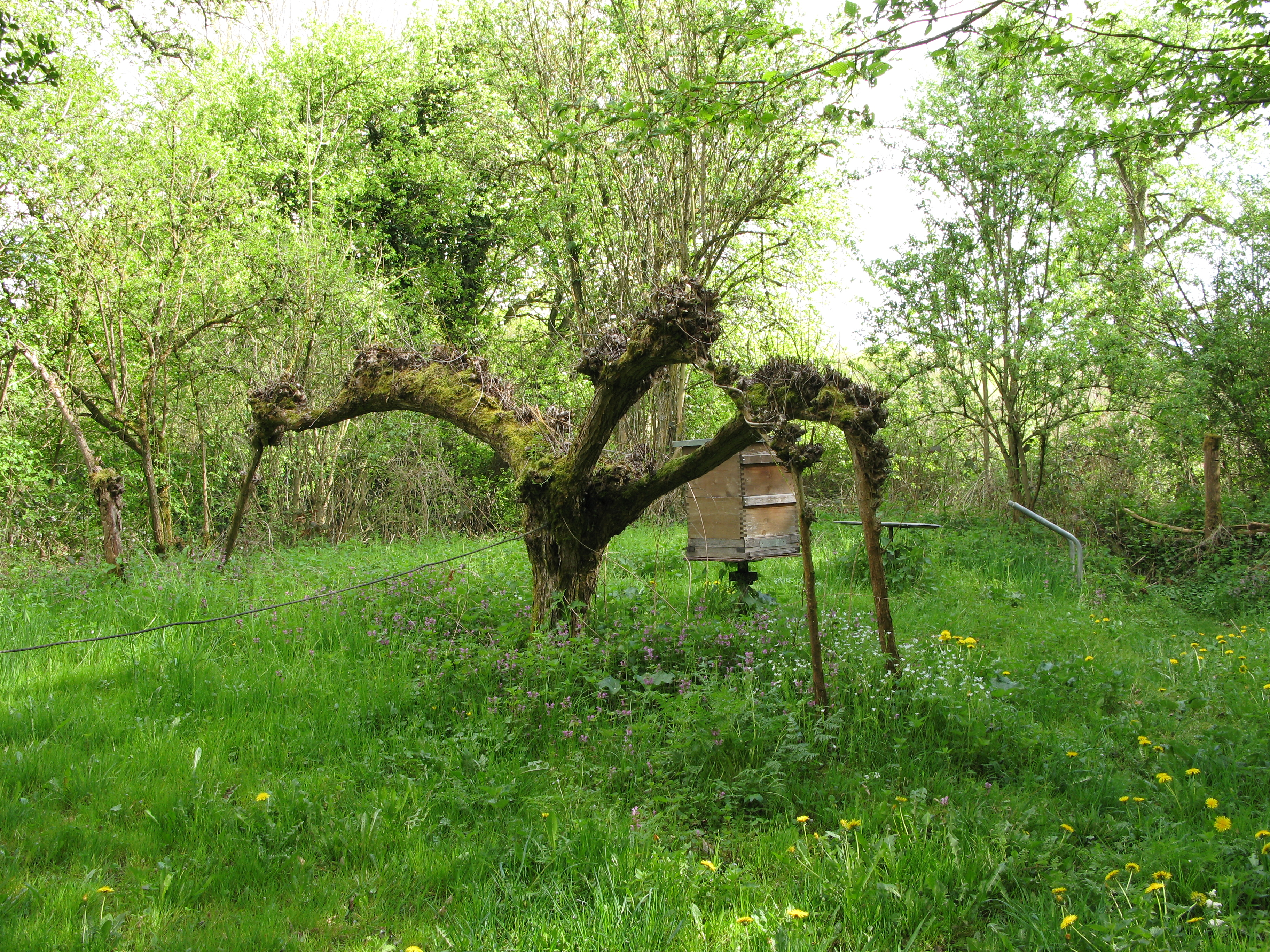
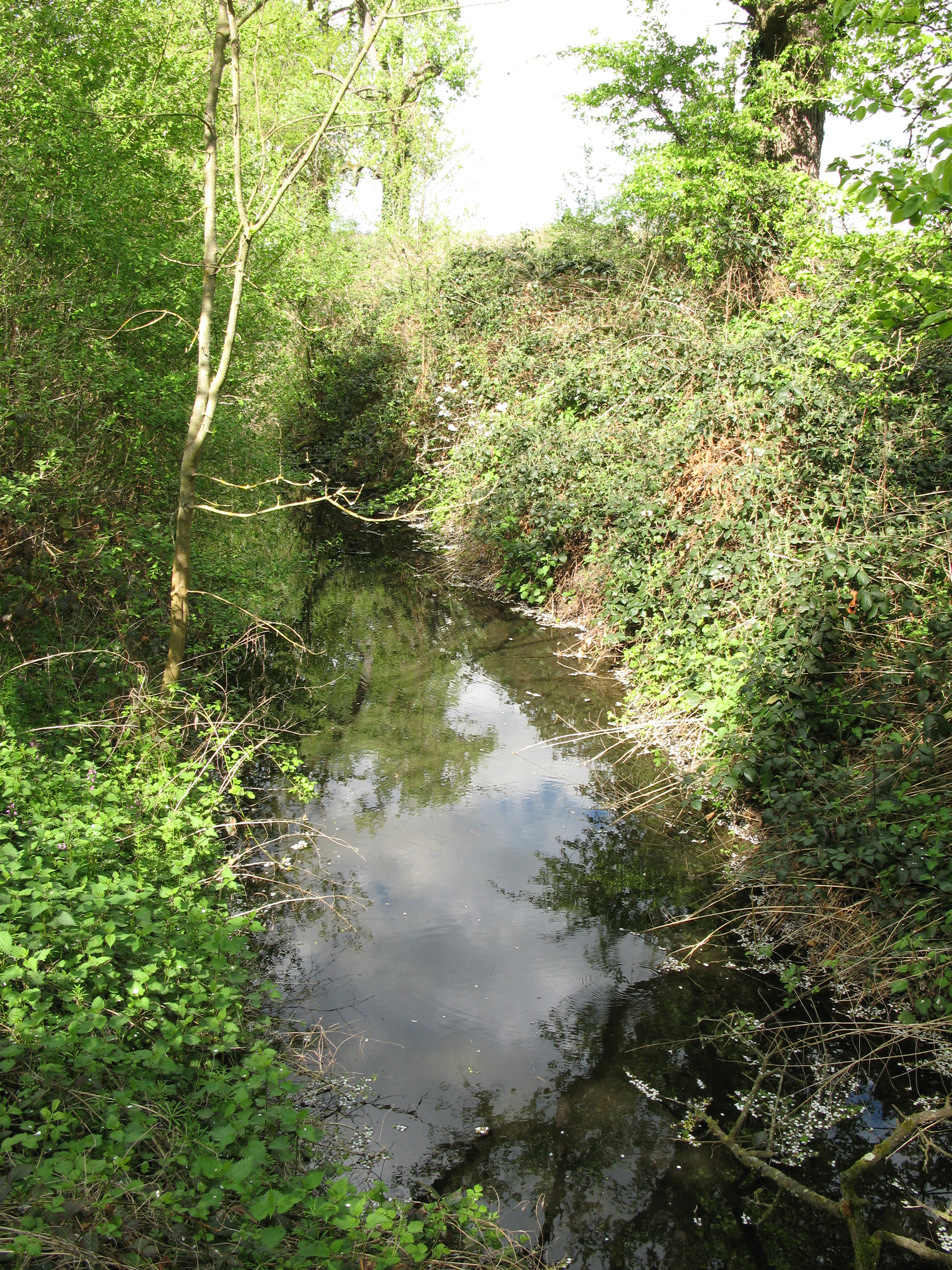
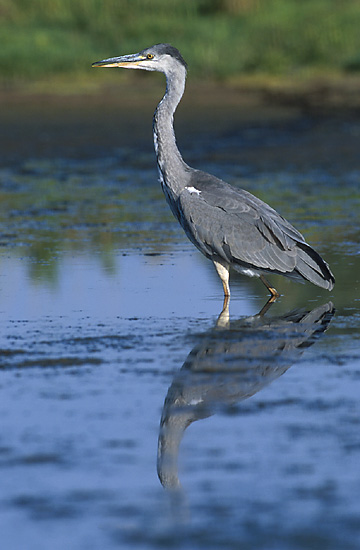

Bei dem flächenmäßig größten Anteil des Naturschutzgebiets (177 ha) handelt sich um ein Offenland, bestehend aus Wiesen, Rinderweiden und Äcker. Es ist durch Weg- und Feldränder zu einem Gesamtbiotop vernetzt. Das Gebiet der früher genutzten Gräben zur Wasserzu- und -abfuhr und der Dämme ist im Vergleich zum Grünland strukturreicher. Hier finden sich auf den Dämmen Hochstaudenflure, Gestrüpp, und auch Obstbäume wie Apfelbäume, längs der Gräben Röhricht und Feldgehölze.
Die für dieses Landschaftsbild prägende Mostbirnen finden sich entlang der wichtigen Wirtschaftswege, Wildsträucher entlang der vernetzten Wege. Die angelegten Flutmulden und ein von Gehölzen umgebener Teich bereichern die Palette der Habitate. Mehrere Feldränder dienen als Lebensraum für Ackerwildkräuter, wie z. B. für den Klatschmohn, der Kornblume und der Kamille. Die Wiesen und Weiden sind durch Mahd und Beweidung waldfrei, hier finden sich u. a. die Wiesen-Flockenblume, die Knautie oder den Wiesen-Sauerampfer. Ein Teil des Offenlands überlässt man der natürlichen Sukzession (Vegetationsfolge).
Die zum Naturschutzgebiet gehörenden Wälder sind meist jüngeren Datums, da in Folge der Brennholznot in der Nachkriegszeit stadtnahe Wälder gerodet wurden. Die ältesten Bäume, die in diesem Areal stehen, sind 200 Jahre alt. Am westlichen und südlichen Rand des Schutzgebiets finden sich noch gut erhaltene Feuchtwälder. In diesen entspringen vereinzelt kleinere, langsam fließende Bäche, teilweise mit tief sumpfigen Stellen. Hier wechseln sich in räumlich dichter Folge ein Schwarzerlen-Bruchwald und ein Erlen-Eschenwald ab. Die Hohe Schlüsselblume, die Sumpfdotterblume und die Gelbe Schwertlilie sind zahlreich vertreten. Ein Sternmieren-Eichen-Hainbuchenwald hat sich an den weniger feuchten Bereichen entwickelt. Jüngere, in Teilen in den Wälder vorkommende Bestände aus Roteiche, Douglasie, Hybridpappel und Robinie werden zukünftig durch einheimische Arten ersetzt. Alt- und Totholz bietet der Tier- und Pflanzenwelt eine Habitatnische, z. B. dem hier häufig vorkommenden und geschützten Hirschkäfer.

### Fauna

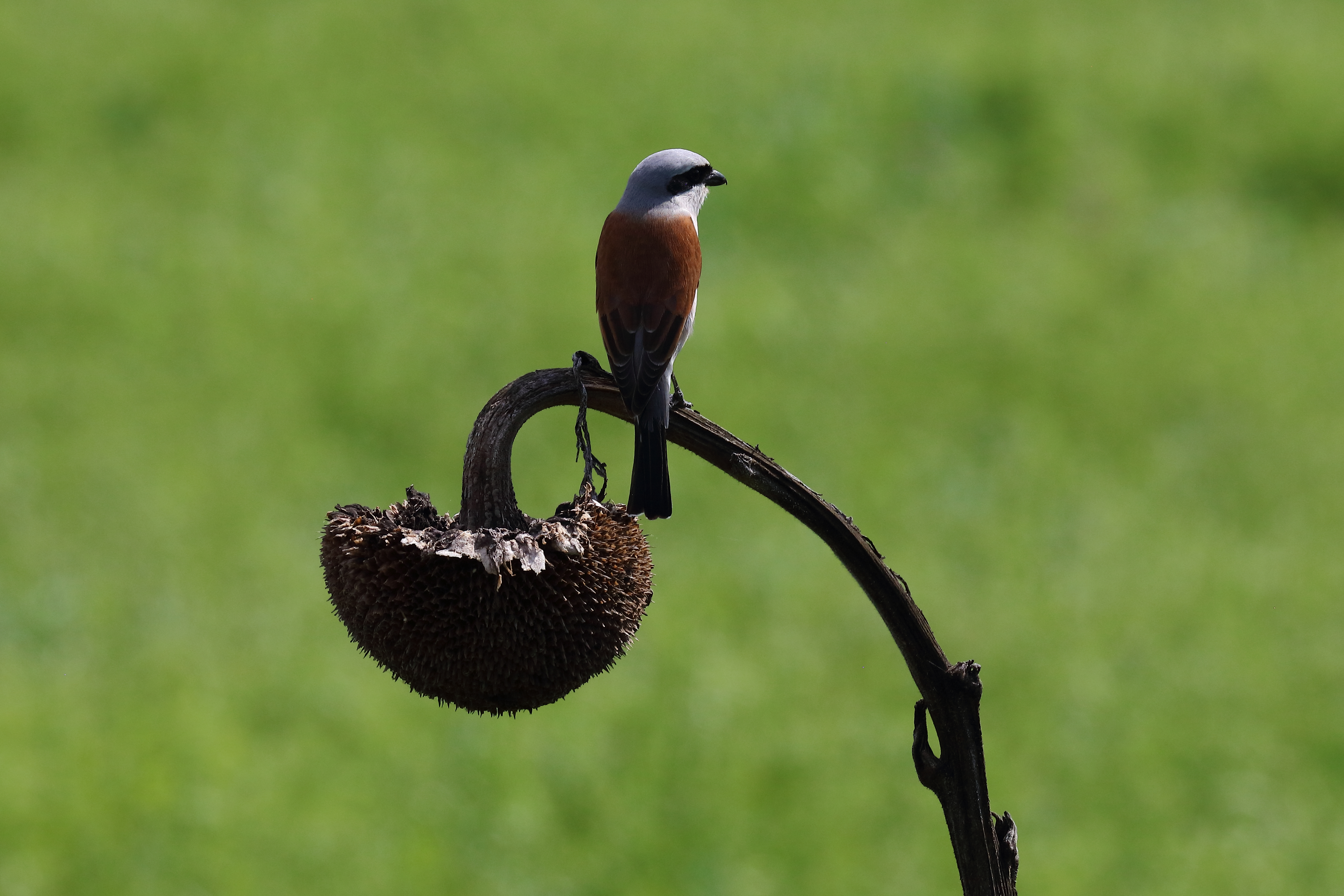
Ein Neuntöter (Lanius collurio) im Freiburger Rieselfeld (20. Mai 2024)

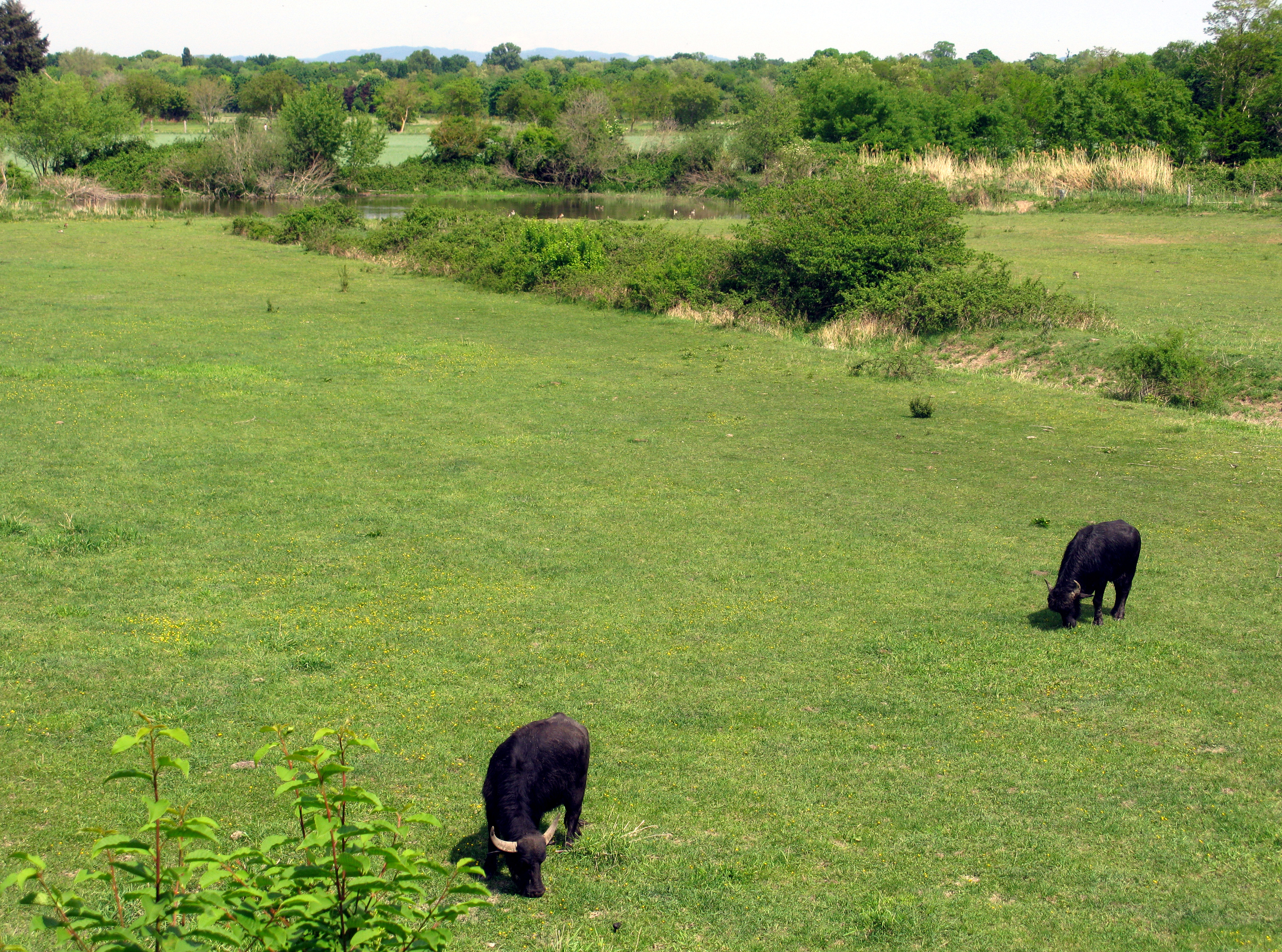
Wasserbüffel an der Vogelbeobachtungsstation

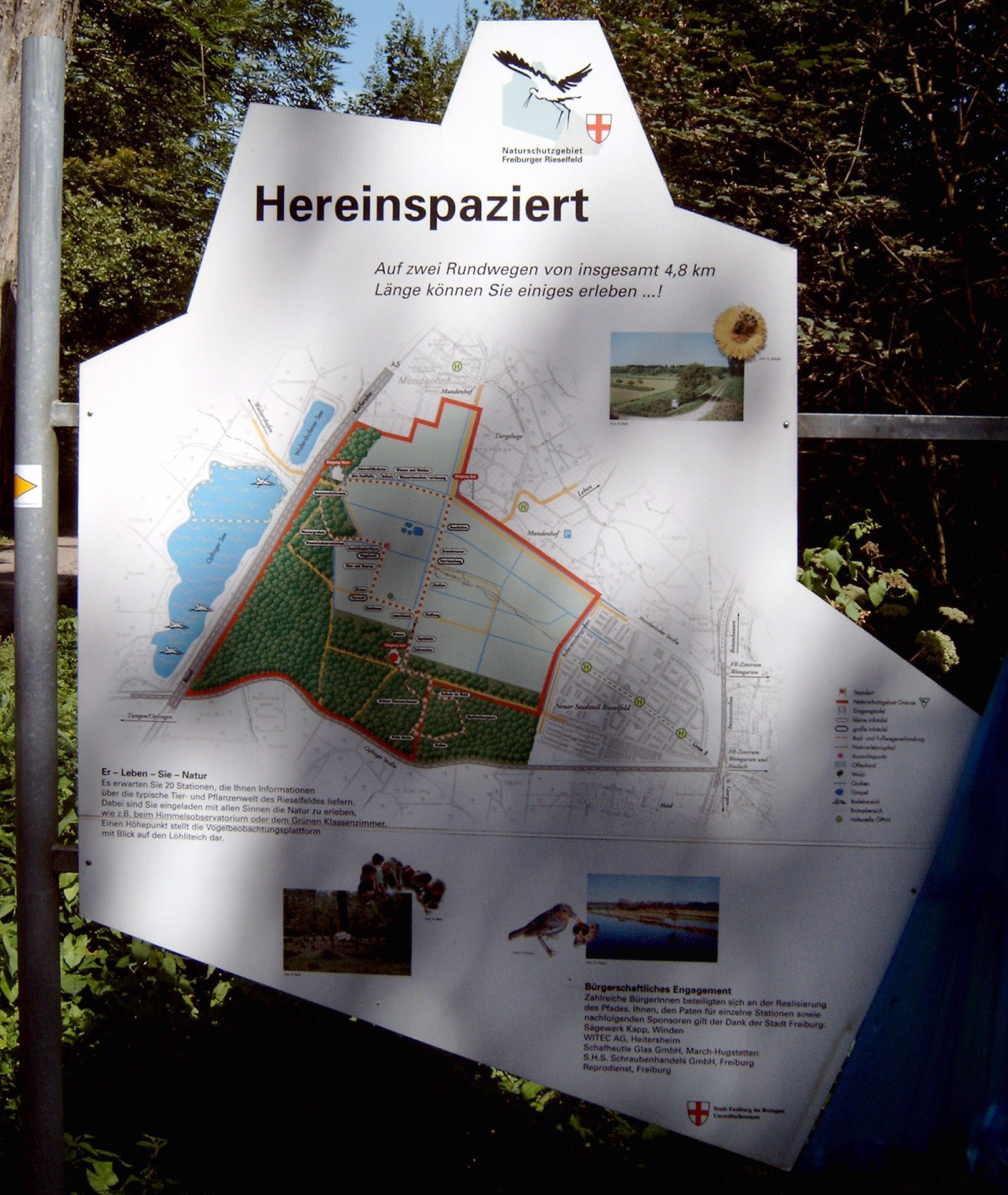
Infotafel

Mit dem Wandel der Nutzung des Gebietes als Rieselfeld mit seinen bis zu einem Meter hoch mit Wasser gestauten Parzellen und seinen durchziehenden Watvögeln als Bewohner, hin zu einem Naturschutzgebiet mit im Frühjahr und Herbst nur noch kleinen von Poldern aufgestauten Flächen, hat sich die Population der Vögel geändert.
Ihren Lebens- und Nahrungsraum finden in diesen jetzt kleinen Arealen feuchtgebietsliebende Vögel, wie die Bekassine, der Bruchwasserläufer, Silberreiher und Graureiher; die Weißstörche haben im nahen Mundenhof ihre Brutstätten. Im Bereich der geschützteren Gräben findet die Teichralle ihre Nische, die Wachtel brütet unregelmäßig auf der offenen Feldflur. Als Wintergäste oder Durchzügler seien aus der Reihe der Greifvögel der Schwarzmilan, der Rotmilan, die Kornweihe und als Teilzieher der Mäusebussard erwähnt.
Eine weitere Folge durch die Aufgabe des Gebietes als Rieselfeld sind die sich stärker entwickelnden, strukturreicheren Areale entlang der Gräben und Dämme mit Röhricht, Gestrüpp, Hecken, Hochstauden und Altgras. Sie dienen als Lebensraum u. a. für Neuntöter, Feldlerchen, Dorngrasmücke und Schwarzkehlchen. Für Honigbienen wurden in einem solchen Areal nahe einem Entwässerungsgraben Bienenstöcke aufgestellt.
Bei warmer Witterung zwischen Mai und Oktober und wenig Wind lassen sich vor allem an den Gräben, Tümpeln und den Teichen viele hier sich fortpflanzende Libellen beobachten, es konnten 26 Arten nachgewiesen werden: Die Gebänderte Prachtlibelle als ein typischer Bewohner der Wiesengräben, die Große Pechlibelle, die Frühe Adonislibelle, die Blaue Federlibelle und die Helm-Azurjungfer. Die Sumpfschrecke und die Lauchschrecke finden als feuchtigkeitsliebende Heuschrecken ebenfalls ihren Lebensraum im Rieselfeld. An Wegesrändern und Feldrändern im Bereich der Ackerwildkräuter können Schmetterlinge wie z. B. der silbrige Perlmuttfalter beobachtet werden.
In den noch zum Naturschutzgebiet angrenzenden Waldgebieten brüten u. a. der Kleinspecht, der Mittelspecht, der Schwarzspecht, der Pirol und der Kleiber. Aus der Familie der Käfer ist neben dem Stäublingskäfer der hier häufig vorkommende und geschützte Hirschkäfer hervorzuheben, der das Totholz alter Eichen als Lebensraum benötigt.
Seit Frühjahr 2018 hilft eine Herde von Wasserbüffeln (vier Kühe und vier Kälber), eine sechs Hektar große Fläche offen zu halten, um so die Artenvielfalt zu erhalten. Es handelt sich hierbei um ein Programm des Landesumweltministeriums. Die Einrichtung der Weide mit Zaun kosteten Stadt und Land rund 12.000 Euro und für das wissenschaftliche Monitoring von Flora und Fauna wurden 2018 noch einmal etwa 15.000 Euro investiert.

## Naherholungsgebiet
Heute dient das gut mit dem öffentlichen Nahverkehr zu erreichende Naturschutzgebiet auch als Naherholungsgebiet. Ein im Jahr 2001 angelegter, rund 5 Kilometer langer Naturerlebnispfad führt entlang von 27 Stationen durch das Gebiet, dafür wurden einige Eingangsportale und zahlreiche kleinere und größere Informationstafeln aufgestellt. Entlang des Pfades finden sich z. B. ein „grünes Klassenzimmer“ zur Entdeckung der Böden und des Totholzes, eine kleine Kletterseilanlage sowie eine 4 Meter hohe errichtete Aussichtsplattform, welche einen Blick auf die nahegelegenen weitläufigen Feuchtwiesen mit ihrer Tierwelt ermöglicht.